# Elżbieta Alabrudzińska

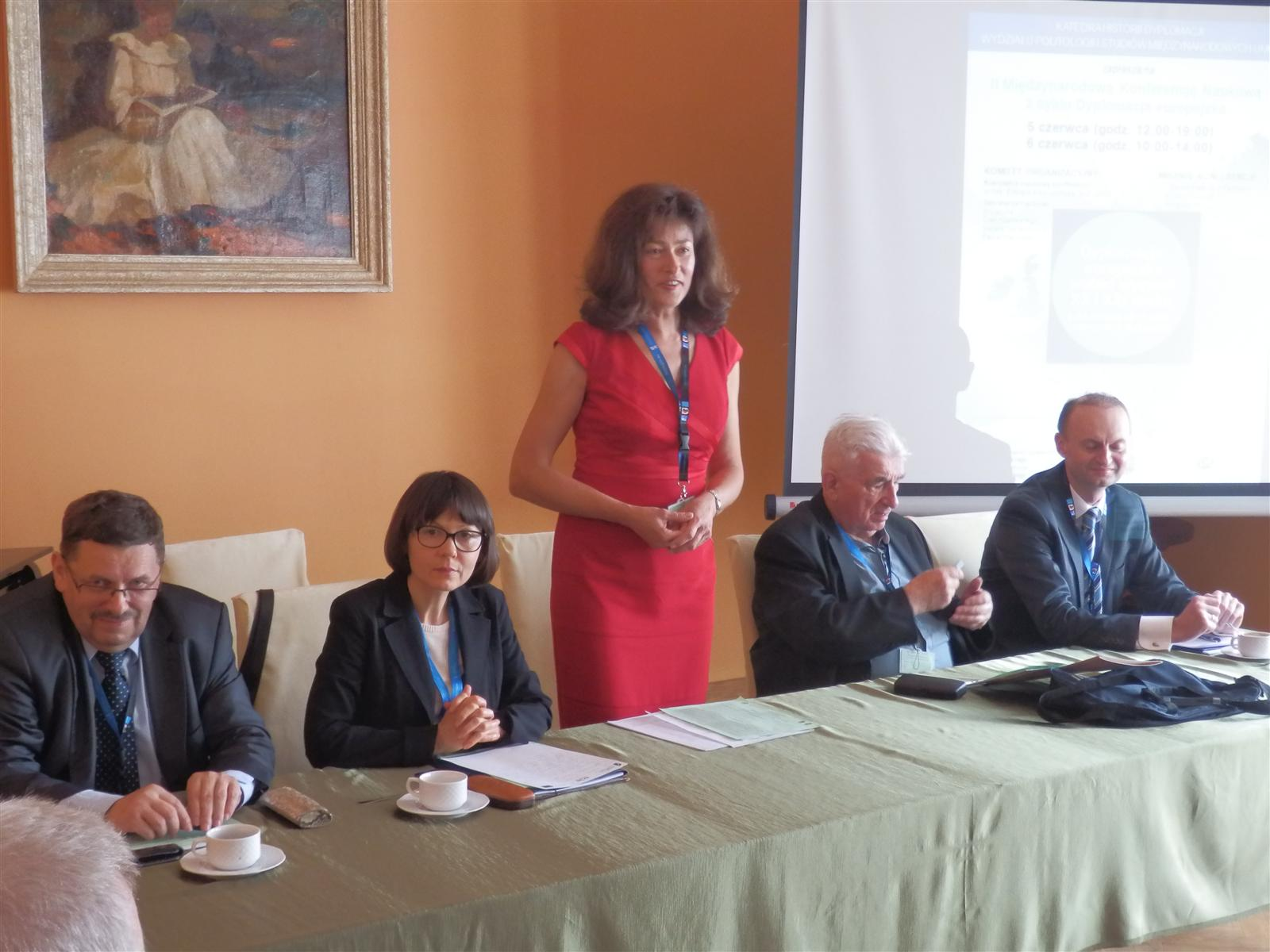
Dr hab. Elżbieta Alabrudzińska podczas konferencji

Elżbieta Barbara Alabrudzińska (ur. 1966) – polska historyk, doktor habilitowana nauk humanistycznych, profesor nadzwyczajny Uniwersytetu Mikołaja Kopernika w Toruniu.

## Życiorys
W 1996 uzyskała na Wydziale Nauk Historycznych UMK stopień naukowy doktora nauk humanistycznych w zakresie historii na podstawie rozprawy pt. Kościoły ewangelickie w województwach wschodnich II Rzeczypospolitej. Później otrzymała stopień doktora habilitowanego nauk humanistycznych.
Była profesorem nadzwyczajnym na Wydziale Nauk Historycznych UMK, skąd przeszła do pracy na takim samym stanowisku w Wydziale Politologii i Studiów Międzynarodowych tegoż uniwersytetu. Była kierownikiem Katedry Historii Dyplomacji tego wydziału, który przemianował się w tym czasie na Wydział Nauk o Polityce i Bezpieczeństwie.

## Wybrane publikacje
- Cerkiew prawosławna w Bydgoszczy w latach 1920–1939, Bydgoszcz: Wydaw. Uczelniane WSP, 1993.
- Juliusz Bursche (1862–1942). Zwierzchnik Kościoła ewangelicko-augsburskiego w Polsce, Toruń: Wydawnictwo Adam Marszałek, 2010.
- Kościoły ewangelickie na kresach wschodnich II Rzeczypospolitej, Toruń: Wydaw. Uniwersytetu Mikołaja Kopernika, 1999.
- Mniejszości wyznaniowe w Bydgoszczy w latach 1920–1939, Toruń: Wydaw. Uniwersytetu Mikołaja Kopernika, 1995.
- Der Protestantismus in den Ostgebieten Polens in den Jahren 1921–1939, Toruń: Wydaw. Uniwersytetu Mikołaja Kopernika, 2000.
- Der Protestantismus in Polen in den Jahren 1918–1939, Toruń: Europejskie Centrum Edukacyjne, cop. 2010.
- Protestantyzm w Polsce w latach 1918–1939, Toruń: Wydawnictwo Adam Marszałek, 2004[1].